# Poustochka
Poustochka (en russe : Пустошка) est une ville de l’oblast de Pskov, en Russie, et le centre administratif du raïon de Poustochka. Sa population s'élevait à 4 295 habitants en 2014.

## Géographie
Poustochka est située sur la rivière Kroupeïa, à 178 km au sud-est de Pskov,

## Histoire
Poustochka est fondée en 1901 en raison de la construction d'une gare de chemin de fer sur la nouvelle ligne Moscou – Riga. Elle a le statut de ville depuis 1925.

## Population
Recensements (*) ou estimations de la population
| 1926* | 1931  | 1939* | 1959* | 1970* | 1979* |
| ----- | ----- | ----- | ----- | ----- | ----- |
| 1 639 | 1 600 | 2 600 | 3 380 | 4 575 | 5 434 |

| 1989* | 2002* | 2010* | 2012  | 2013  | 2014  |
| ----- | ----- | ----- | ----- | ----- | ----- |
| 6 332 | 5 509 | 4 619 | 4 496 | 4 385 | 4 295 |